# Phalanx Mountain
Der Phalanx Mountain ist ein 2441 m hoher Berg mit einer Schartenhöhe von 151 m im Norden des Garibaldi Provincial Parks bzw. im Südwesten der kanadischen Provinz British Columbia, im Squamish-Lillooet Regional District.

## Geographie
Der Phalanx Mountain ist der nördlichste Gipfel der Spearhead Range, einer Teilkette der Garibaldi Ranges in den Coast Mountains. Der Berg liegt 7 km ostsüdöstlich von Whistler und 1,4 km nordnordöstlich von The Spearhead (2457 m), seinem nächsthöheren Nachbarn. Die Abflüsse der Niederschläge und das Schmelzwasser von der Ostseite des Berges werden über den Wedge Creek abgeführt, während der Westhang zum Blackcomb Creek hin entwässert; beide Bäche münden in den Green River. Der Phalanx ist eher für sein steiles Aufragen über das Gelände bemerkenswert als für seine absolute Höhe, da das Relief so gestaltet ist, dass der Gipfel 1.240 m über den nur 3 km entfernten Wedge Creek aufragt.
| Blackcomb Glacier Provincial Park | Phalanx Glacier | Wedge Mountain    |
| Whistler-Blackcomb-Skigebiet      |                 | Spearhead Glacier |
| Blackcomb Glacier                 | The Spearhead   | Tremor Mountain   |

## Etymologie
Der Name des Berges bezieht sich auf die Ähnlichkeit mit einer griechischen Keil-Formation von Soldaten bei der Ansicht aus dem Südwesten oder Südosten; diese Keilformation wird auch Phalanx genannt. Das Toponym wurde am 27. August 1965 vom Geographical Names Board of Canada offiziell angenommen.

## Klima
In Bezug auf die Klimaklassifikation nach Köppen und Geiger herrscht am Phalanx Mountain ein Westseiten-Seeklima. Die meisten Wetterfronten stammen vom Pazifik und bewegen sich ostwärts auf die Coast Mountains zu, wo sie durch die Berge zum  Aufsteigen (Windstau) gezwungen werden, was wiederum dazu führt, dass die enthaltene Feuchtigkeit in Form von Regen oder Schnee abgegeben wird. Im Ergebnis führt das zu hohen Niederschlägen in den Coast Mountains, insbesondere zu starken Schneefällen im Winter. Die Temperaturen können unter −20 °C fallen, unter Berücksichtigung von Windchill-Einfluss unter −30 °C. Dieses Klima nährt den Blackcomb Glacier unterhalb des Westhangs, den Spearhead Glacier am Südosthang und den Phalanx Glacier am Nordhang. Die Monate Juli bis September bieten die besten Wetterbedingungen für einen Aufstieg.

## Galerie

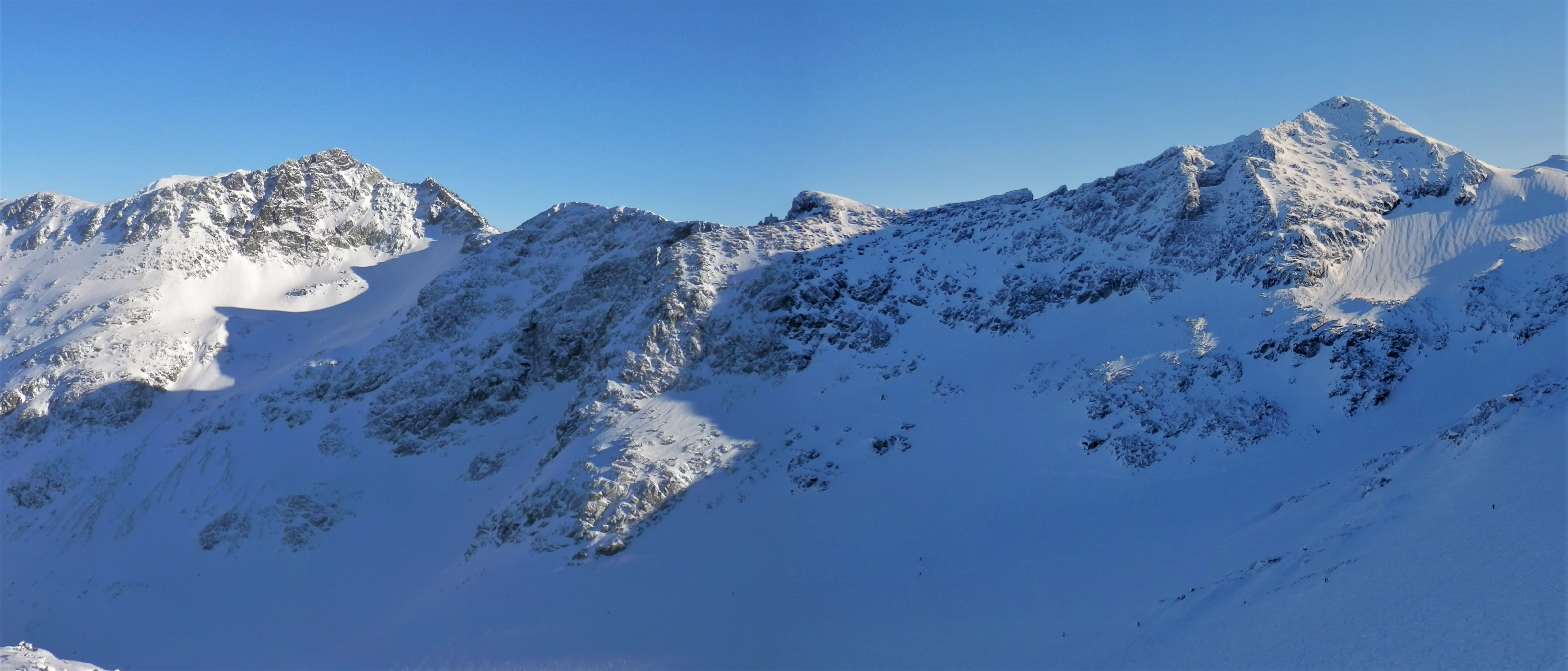
Der Phalanx Mountain (links) und der höhere The Spearhead (rechts) von Westen nahe dem Blackcomb-Skigebiet aus
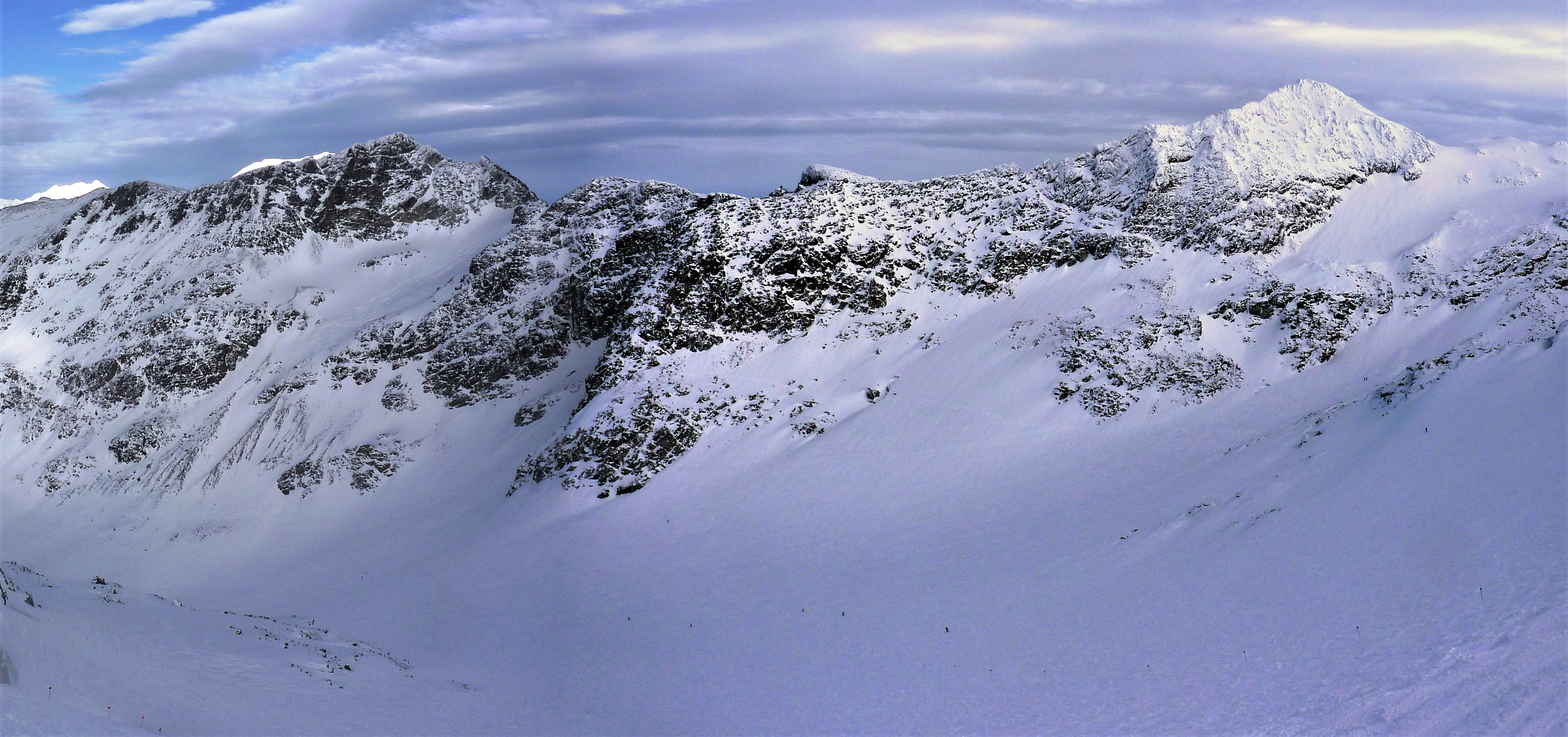
Der Phalanx Mountain (links) und The Spearhead (rechts) von Westen nahe dem Blackcomb-Skigebiet aus
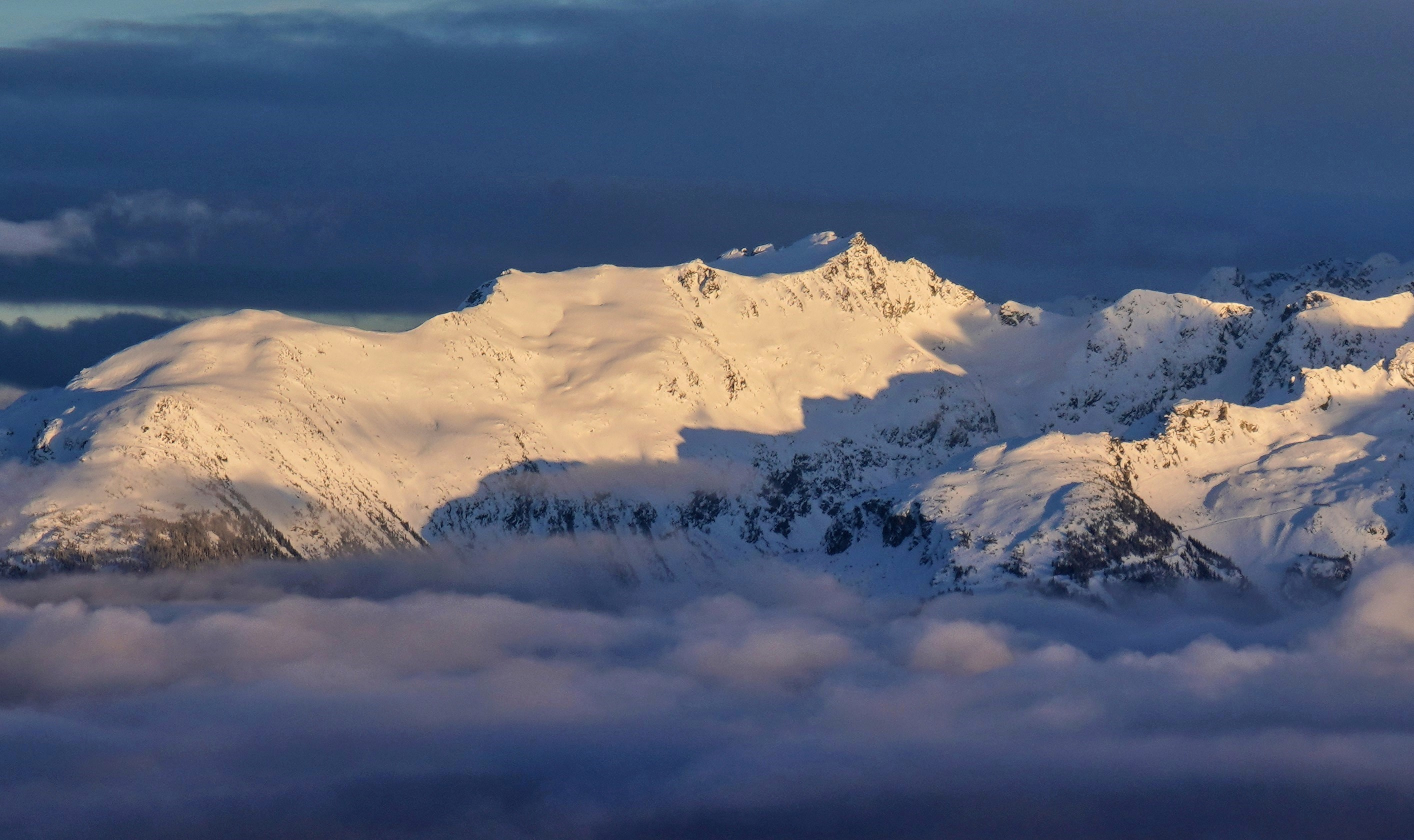
Sonnenuntergang im Winter am Phalanx Mountain vom Rainbow Mountain aus
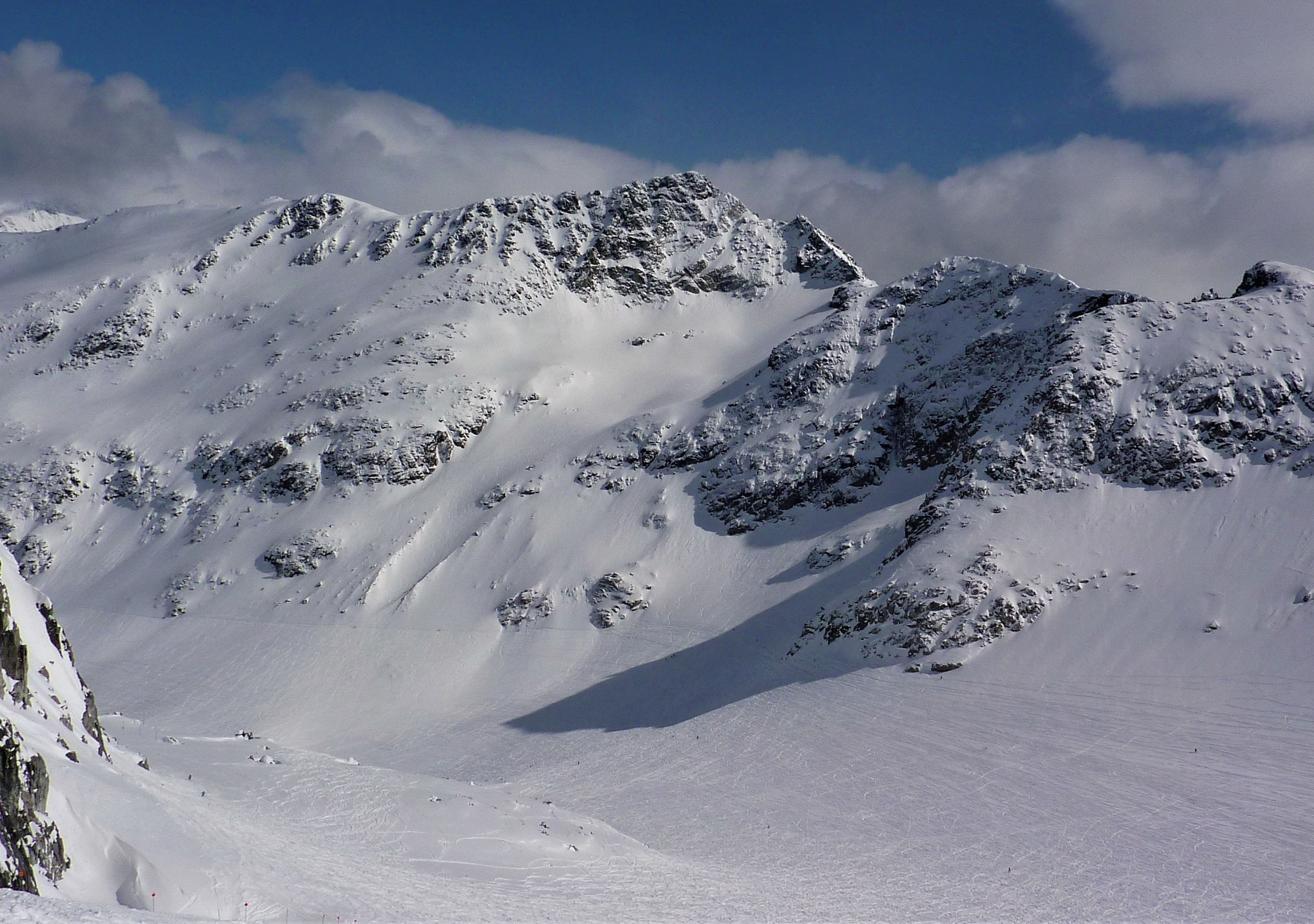
Südwestansicht